# Brachyiulus garganensis
Brachyiulus garganensis är en mångfotingart som beskrevs av Karl Wilhelm Verhoeff 1932. Brachyiulus garganensis ingår i släktet Brachyiulus och familjen kejsardubbelfotingar. Inga underarter finns listade i Catalogue of Life.